# Љубавни роман
Љубавни роман, некада погрдно називан и љубић, је врста романа, односно жанровске фикције чија главна тема су осећања главних јунака. То је најчешће лако штиво, често препуно дијалога, како би читалац могао лакше да се уживи у причу. Многи критичари замерају врло лак рани увид у расплет догађаја. У својој причи често има и велик број хумористичних догађаја који се одлично утјеловљују у причу. Осим осећања, као главног мотива приче, љубавни роман може садржати и друге мотиве, какви се налазе у криминалистичким, научно фантастичним и другим врстама романа. Љубавни роман не губи на популарности, а посебно је омиљен међу женском публиком. Велик број љубавних романа током година су постали књижевни класици.

## Историја
Назив за роман као књижевну врсту у српском, слично многим другим језицима, потиче управо од речи „романса”, што је у средњем веку, када је службени језик био латински био назив за дела писана световним језиком. Тиме је оваква литература обележена као лако штиво, намењено читаоцима са „ниским” укусом, склоним фикцији, односно замишљању неког љубавног заплета, страшних пустоловина, са срећним крајем. Од периода касног хеленизма (1-3. век) па до данас управо на тај начин обликују су обимне прозне романсе. Насупрот томе, енглески и шпански назив је „новела”, што асоцира на актуелност приче, истичући претензију према животној веродостојности, како су обликоване знатно сажетије новеле од 13. века на даље. Захтев за измишљањем на једној и захтев за аутентичношћу на другој страни вековима постоје упоредо, да би се саставили тек у 18. веку, што се сматра период настанка романа у данашњем смислу речи.
Измишљајна проза, односно жанровска фикција има корене управо у љубавним романима каснохеленистичког периода, па се може рећи да је управо љубавни роман претеча свих каснијих жанрова. Били су писани на старогрчком језику, а мотиве и инспирацију налазили су у митовима, легендама, љубавном и идиличном песништву Далеког истока, љубавни роман цветао је у 2. и 3. веку i bio izuzetno popularan, иако о њему у тадашњој књижевној критици готово да и нема помена. Најпознатији писци ових романа били су Харитон, Ахилеј Тације, Ксенофонт из Ефеса, Лонго и Хелиодор из Емесе. Као жанр ниске вредности, са претежно женском читалачком публиком, није улазио у састав класичне реторике, али је повратно утицао на тадашњу и каснију књижевност Истока. Најпознатији пример у коме се огледа тај утицај је чувена збирка приповедака Хиљаду и једна ноћ. У средишту радње ових романа били су измишљени љубавници који, суочавајући се са ратовима, бродоломима, разбојницима, гусарима, чудовиштима и другим препрекама, путују кроз далеке и егзотичне али постојеће крајеве, настањене историјски познатим личностима, на који начин је веродостојност претворена у кулисе за измишљену радњу.
Готово у исто време у Старом Риму развија се свакодневно-авантуристички роман, писан на латинском језику (Петронијев Сатирикон, Апулејеве Метаморфозе). Радња ових романа смјештена је у актуелну римску свакидашњицу, а приповедач је сам јунак приче. У овим делима се узвишени љубавни однос пародира кроз ниске, приземне, често хомосексуалне страсти и необичне еротске склоности, јунакове дневне пустоловине добијају мистичну и гротескну црту, а потреба за измишљањем задовољава се уметнутим причама.
Фикционална димензија постаје доминантна у витешком роману, док хеленистички љубавни роман све до 16. века на Западу бива заборављен и остварује само посредан утицај преко византијских романа из 12. века, спајајући се с чаробњачким и магијским елементима преузетим из Легенди о краљу Артуру и Легенди о Светоме гралу.
У 19. веку књижевне институције одвојиле „високу” од „ниске” продукције, па тада настају велики реалистички романи који сликају стварност. Многа дела настала у том периоду постала су класици, а међу њима и велики љубавни романи, какви су Ана Карењина, Дама с камелијама или Госпођа Бовари. Међутим, љубавни роман као жанр потпада под дефиницију „тривијалне књижевности” и њему се у интелектуалном свету не придаје готово никакав значај све до друге половине 20. века. Тада се појављују ауторке које овај жанр почињу да анализирају, најпре из феминистичког, а затим и из уметничког угла. Као и тада и данас се анализом љубавног романа као књижевног дела углавном баве жене.

## Љубавни роман у критици и теорији књижевности
О љубавном роману се на нашим просторима писало изузетно мало. Чак и они аутори који су анализирали лаку књижевност и покушавали да понуде оквир преко кога је могуће приступити јој као нечему вредном расправе, углавном су се фокусирали на детективски роман, а о љубавном нису писали никако, или су о њему имали искључиво негативан став. Следе примери малобројних осврта на љубавни роман:
- Нада Вучковић у својој студији о тривијалној књижевности користи љубавне романе као пример како оваква књижевност одвлачи пажњу читалаца са стварних друштвених проблема, нудећи заузврат „јаке дражи” које, у случају љубавног романа, треба да покажу како су проблеми једноставни, а љубавна срећа докучива и до ње релативно лако долази,[6] што је ураво супротно ономе што би била основна одлика љубавног романа.
- За Зденка Шкреба су, у његовој студији, "сентиментални љубавни роман" и "сентиментална љубавна приповетка", како их назива, кич[7] и он своју минималну расправу, уметнуту у генералне теме о тривијалној књижевности, завршава категоричким закључком да између уметности и кича у теорији књижевности не би смело бити везе.[8] У каснијим враћањима на сродну проблематику унутар истог текста, Шкреб напомиње да би се јунаштво и еротика могли сматрати основом тривијалних жанрова[9] и да би се љубавни роман могао сматрати жанром у коме јунаци живе искључиво за љубав и искључиво од љубави,[10] али не признаје тим двема идејама ма који други статус осим онога који доказује тривијалност тога жанра.
- Насупрот оваквим ставовима, Јасмина Лукић, у својој критици прозе Дубравке Угрешић, љубавни роман сматра архетипским жанром. Њена студија је једна од ретких на нашим просторима која узима у обзир специфичност љубавног романа као жанра и схвата га довољно озбиљно да га назове архетипским жанром који представља „паралитерарни” пандан високој књижевности постмодернизма. Ипак, њен је став да љубавни роман не пружа ништа о чему се може озбиљно расправљати.[11] Према њеном мишљењу, многе читатељке читају ову врсту литературе управо зато што им она омогућава бар краткотрајно бекство од сивила свакодневице, не доводећи у питање реалистичност представа које им нуде. Понуђени садржаји прихватају се дословно са поверењем, тако да многе читатељке могу да се поистовете са основном ситуацијом у којој се налази јунакиња њиховог омиљеног љубавног романа.[12]
- Прекретницу у анализи и критици љубавних романа представља изузетно важна студија Џенис Редвеј (енгл. Janice Radway) Reading the Romance - Women, Patriarchy and Popular Literature (Читање љубавних романа - жене, патријархат и популарна књижевност) из 1984. године, у којој је ауторка заговара тезу да љубавне романе треба посматрати из перспективе њихових читатељки, а не из перспективе академске књижевне критике. Она сматра да та  перспектива није ни наивна ни неосвешћена.[11]

### Феминистичке критике љубавних романа
Критичке студије посвећене љубавним романима се у англосаксонском свету појављивати осамдесетих година 20. века,  у исто време када академска критика на нашим просторима почиње да се бави тривијалном књижевношћу. За разлику од наших углавном теоретских и генерализованих приступа, англосаксонске теоретичарке (а и данас су то углавном жене) жанра који се на енглеском назива romance од почетка су тежиле да пронађу најбољи методолошки  приступ. Међутим, и њихови почетни напори били су обележени оштрим критичким ставом према самим текстовима и склони  патронизирајућем тону према њиховим читатељкама, али су ипак започеле темељни преображај општег схватања овог жанра. Тања Модлески (енгл. Tania Modleski), у свом чувеном чланку из 1980. о љубавним романима које објављује издавачка кућа Харлекин (енгл. Harlequin), инсистира на томе да читатељке овакве литературе имају изузетно активан однос према ономе што се у њој налази, и поставила је тезу да се љубавни роман бави стварним женским проблемима, док Џенис Редвеј сматра да се љубавни роман не може проучавати из перспективе традиционалне науке о књижевности, већ да га треба разумети из позиције жена које га заиста читају, и чији се ставови требају узети у обзир. Међутим, и једна и друга завршавају закључком да љубавни романи функционишу на два начина истовремено, и да је крајњи резултат њиховог ефекта заправо контрапродуктиван:
- Према Тањи Модлески, љубавни романи омогућавају женама да се суоче са својим страховима везаним за мушку бруталност, и да под маском сањарија о насилном, доминатном мушкарцу који ће их узети силом заправо сањају о освети и моћи.
- Према Џенис Редвеј, оваква литература је средство суочавања са емотивном хладноћом коју патријархат намеће мушкарцима, и као простор у коме је могуће формулисати чежњу за мајчинском љубављу и бригом под маском фантазије о брижном мушкарцу који је у стању да задовољи женске емотивне потребе.

Ова два става се допуњују, јер оба озбиљно узимају проблем којим се љубавни романи баве и скрећу пажњу на то да ова литература суштински одражава изворну женску перспективу и доживљај патријархата. Међутим, обе завршавају сличним закључком да љубавни романи истовремено отварају стварну проблематику и затварају могућност њеног решавања, одвлачећи пажњу жена од могућности стварне промене у стварном свијету, нудећи им утешну фикцију и уљуљкујући их у прихватање постојећег стања.
За разлику од Модлески и Редвеј, Глинда Хол (енгл. Glinda Hall) заснива своју теорију на новијим феминистичким интересовањима, али и на савременијим љубавним романима, другачијим од оних које су проучавале њене претходнице. Она ставља на страну захтеве за променама патријархалних односа и помера поље истраживања на њихов сексуални садржај, ма колико експлицитан био. Према њеном мишљењу, љубавни роман представља директно, готово телесно истраживање природе женске сексуалности, на начин који је недоступан било где другде у савременој култури.

### Љубавни романи и родно насиље
Љубавни романи су жанр са огромним корпусом, па генерализација на основу уског избора текстова не значи много. Ипак,  готово сви у себи садрже, макар и у најблажој могућој форми, неки облик сексуалног насиља, емотивног злостављања, неку претњу у току главне радње, или су део јунаковог почетног односа према јунакињи, или је то насиље инкорпорирано и реинтерпретирано као садомазохистичка игра везивања и доминације. У последње време су све видљивији
романи у којима је јунакиња жртва или неког екстремног облика насиља у породици или је бело робље, док је јунак или изузетно опасни криминалац са јаким осећајем части или сексуални садиста златног срца.

### Новије теорије
У већини новијих теорија видљиве су сљедеће тезе: 
- наративи овог жанра женама нуде једно од ретких задовољстава која су намијењена баш њима,
- обраћају се родном искуству жена и трагају за могућностима артикулације како незадовољстава тако и и задовољстава,
- наративни оквир који нуде омогућава огроман број варијанти у односима јунака и јунакиње, што даје могућност за истраживање емотивних свјетова

У том смислу љубавни романи нуде бег од стварности, али ништа више него други облици фикције. Чак и под претпоставком да овај жанр за своје читатељке представља мање или више успешан испусни вентил, он ипак у најбољем случају има потенцијал да бар ослободи машту за замишљање решења проблема које намеће патријархат, а у најгорем мирење са тим проблемима, нудећи утешну фикцију која ће свакодневни живот учинити лакшим.

## Фабула љубавних романа
Радња љубавног романа обично започиње лагано и опуштено. Кроз описе свакодневице читалац се већ на првим страницама упознаје са главним јунацима. Врло брзо главни јунаци се заљубе једно у друго, али њихова љубавна прича често је прожета проблемима те је неостварива. Сам заплет приче обично доноси раздвајање главних ликова, проблеме, тугу и очај, али врло брзо долази до расплета догађаја у ком се решава све оно што се испречило срећној љубави.
Љубавни роман најчешће има срећан крај, што код читалаца потстиче задовољство и љубав према оваквом штиву. Међутим, чести су и љубавни романи који са трагичним завршетком, чије приче описују несрећне и немогуће љубави. Несрећне приче главних јунака код читалаца изазивају потребну за коментарисањем и анализама. Честе су дубоке анализе критичара који покушавају да упореде заплет романа са неком тренутно актуелном причом из стварног живота.

## Друштвени утицај
Читаоци воле да читају љубавне романе. Штиво је лагано и најбоље за разбибригу и бег од разних животних проблема. Велик број љубавних романа достигао је велику популарност, а многи бестселери су екранизовани, па постижу велики успех и на филмском платну.
Универзално прихваћене предрасуде су да љубавне романе читају жене које живе саме са мачкама и чезну за мушкарцем, фине особе са лошим читалачким укусом, често и необразоване, досадне и глупе или средовечне жене којима је досадно у браку и сличне. Заправо, индустрија љубавних романа је огромна, друга највећа категорија жанровске фикције, продаванија од научне и епске фантастике или класика, што значи да има много читалаца који се уклапају или не у ове стереотипе. Због тога су у Америци вршена социолошка истраживања о томе ко заправо чита љубавне романе, а неки од резултата су следећи:
| Предрасуда                                                                                                  | Чињеница |
| --- | --- |
| Читатељка љубавних романа је највероватније очајна домаћица, усамљена уседелица или чланица неког удружења. | Према истраживању Америчког удружења писаца љубавних романа, 84% читалаца љубавних романа су жене, док осталих 16% чине мушкарци, што је скок у односу на ранији период. Највећи број читалаца (око 70%) открије овај жанр у периоду од 11 до 18 године, али је већина редовних читатељки старија (просек година је између 30 и 54), има партнера и ситуиране су. Подједнако их читају и удате и неудате жене, и домаћице и самосвесне девојке. |
| Љубавни романи су глупе књиге за глупе људе.                                                                | Читаоци који не воле љубавне романе немају ништа боље образовање од оних који их воле. Идеја да је женска фикција тривијална а њени читаоци луцкасти потиче из 18. и 19. века, када је роман постајао популарно штиво а жене почеле да се описмењавале. Општи утисак о женској интелигенцији у то време није био похвалан захваљујући чињеници да се у то време женска деца најчешће нису школовала. |
| Читатељке љубавних романа су мајке и домаћице које траће сате читајући шунд књиге.                          | Подизање породице и одржавање куће је тежак посао који неко мора да ради. Дуго времена домаћице и мајке су биле најважније, а најчешће и једино занимање за жене. Седамдесетих година 20. века, када је жанр историјских љубавних романа био у пуном залету, жене су тек почињале масовније да се запошљавају. Почетком осамдесетих Џенис Радвеј је написала своју већ поменуту студију на основу рада са групом љубитељки љубавних романа које су биле домаћице и дуго времена то је била једина студија о читатељкама љубића. Данас је већина жена запослена, али је популарна перцепција остала залеђена на нивоу седамдесетих, иако су се ставови друштва променили. Било да су домаћице, раде од куће или у канцеларији, многе жене читају љубиће да би се забавиле, побегле од реалности или опустиле. |
| Љубитељке романси не разликују чињенице од фикције.                                                         | Уз проглашавање жанра као нереалистичног, ово је фраза која се говори да би се умањио утицај идеја које жене добију читајући љубавне романе, попут оних да могу да буду креаторке свог живота, нађу љубав која испуњава, имају оргазмичан секс или да буду срећне. Романсе показују да је идеализован али потенцијално доступан живот пун среће и задовољства за жене које томе теже више фикција него стварност. |
| Љубитељке љубавних романа не могу да препознају добру књижевност.                                           | Чињеница: Када је реч о љубићима, цео жанр је отписан као безвредан због неколико лоше написаних књига, али читаоци љубавних романа цене добре реченице и занимљиве, изненађујуће фразе као и други читаоци а писци ових романа се, као и сви остали писци, труде да пишу лепу књижевност, са више или мање успеха. |

## Најпознатији љубавни романи
Међу љубавним романима постоје и они који су постали књижевни класици. Већина ових дела није дефинисана само једним жанром, већ је радња далеко комплекснија. Међу најпознатијима су:
- Ана Карењина Лава Толстоја,
- Љубав у доба колере Габријела Гарсије Маркеса,
- Гордост и предрасуда, као и други романи Џејн Остин,[16]
- Прохујало са вихором Маргарет Мичел,
- Оркански висови Емили Бронте,
- Џејн Ејр Шарлоте Бронте,[17] као и други романи сестара Бронте.

Осим класика, вредна дела овога жанра написали су и многи савремени писци. Међу најлепшим савременим љубавним романима су:
- Бележница Николаса Спаркса,
- Птице умиру певајући Колин Макалоу,
- Крај једне љубавне приче Грејама Грина,
- Мостови округа Медисон (роман) Роберта Џејмса Волера,[18]
- Љубавна прича и Оливерова прича Ериха Сегала,
- Женска француског поручника Џона Фаулса[19] и други.

Према већини ових романа снимљени су и филмови, који су такође достигли велику популарност и освојили бројне награде.
Занимљиво је да је и Агата Кристи, под псеудонимом Мери Вестмакот, написала шест љубавних романа:
- Дивов хлеб
- Недовршени портрет
- Одсутна у пролеће
- Ружа и тиса
- Ћерка је ћерка
- Бреме[20]

### Српски љубавни романи
У српској врхунској књижевности тешко је наћи роман који је жанровски чисто љубавни. Према мишљењу Михајла Пантића, српског књижевника, књижевног критичара и универзитетског професора, три најлепша српска љубавна романа су:
- Сеобе Милоша Црњанског (прва књига),
- Судбина и коментари Радослава Петковића и
- Прељубници Виде Огњеновић.[21]

Ово ипак не значи да у српској књижевности нема књижевница које пишу управо у овом жанру. Најпознатија је свакако Милица Јаковљевић, познатија под псеудонимом Мир-Јам. Широј јавности Милица Јаковљевић остала је позната по својој питкој прози која је обележила домаћу књижевност између два светска рата. Објавила је више љубавних прича и романа чији су лаки, љубавни садржаји, као и једноставан, често сладуњав и изнад свега сликовит стил, обезбедили сталну популарност. Иако је била најпопуларнија и најчитанија списатељица у Краљевини Југославији, књижевна критика ју је отписивала и пре Другог светског рата ("књижевни плићаци... без имало духа"), а после рата нова власт ју је одбацила без званичног објашњења.. Из заборава ју је вратио ТВ филм Брод плови за Шангај из 1991. године, снимљен према њеном роману Самац у браку. У првим деценијама 21. века снимљено је још неколико филмова и ТВ серија према њеним делима. Стварну вредност њених романа представља детаљно и аутентично дочаравање живота и вредности грађанске класе у међуратној Југославији, које јој је донело надимак „Џејн Остин српске књижевности”.

#### Љубавни романи Мир-Јам
- Рањени орао
- То је било једне ноћи на Јадрану
- Непобедиво срце
- Отмица мушкарца
- Грех њене мајке
- У словеначким горама
- Самац у браку
- Мала супруга

Међу најпопуларнијим савременим српским писцима љубавних романа данас су Мирјана Бобић Мојсиловић, Јелена Бачић Алимпић и Весна Дедић.